# Marcus Aquilius Coelius Apollinaris
Marcus Aquilius Coelius Apollinaris (fl. 196, d. aut. 212) était un homme politique de l'Empire romain.

## Vie
Fils de Publius Coelius Balbinus Vibullius Pius et de sa femme Aquilia.
Il était consul suffect en 169.
Il fut le père de Decimus Caelius Calvinus Balbinus et de Coelia Balbina, mariée avec Lucius Valerius Messalla Thrasea Paetus.